# 坂本重太郎
坂本 重太郎（さかもと じゅうたろう、1933年7月15日 - 2015年3月2日）は、日本の外交官。外務省中南米局長や、駐スペイン特命全権大使を務めた。

## 人物
北海道余市町出身。父は余市町長の坂本角太郎。北海道余市高等学校を経て、1957年一橋大学法学部卒業、外務省入省。スペイン語研修としてコロンビアに2年間留学。
1972年外務省中南米局中南米第二課長、1973年外務大臣官房国際報道課長、在英国日本国大使館参事官、1979年外務省経済協力局政策課長、1981年外務大臣官房総務課長。総務課長時代に情報調査局（現国際情報統括官組織）新設に尽力。
経済協力開発機構政府代表部公使、駐パラグアイ特命全権大使を経て、1988年外務省中南米局長。1989年からのパナマ侵攻に関して、日本の外交姿勢を対米追従であると批判し、栗山尚一事務次官と何度も喧嘩となり、1990年、中南米局長を退任し、局長経験者としては異例の駐ベネズエラ兼ガイアナ兼スリナム特命全権大使に左遷となる。 1994年駐スペイン特命全権大使に就任。
退官後は社団法人日本外交協会理事長や、財団法人海外日系人協会理事長、東京余市会会長、北海道余市高等学校同窓会東京地区代表、国際日系ネット協議会議長、横浜スペイン協会顧問、神戸港移民船乗船記念碑実行委員会副会長、荒川区顧問等を務めた。2008年瑞宝重光章受章。2015年3月2日死去。81歳没。叙従三位。

## 著作
- 『今後のわが国の経済協力の理念と方向（講演会録. 22. ）』財団法人国際開発センター、1980.8
- 「緊迫・混迷するパナマ情勢」（韮沢嘉雄と共著）世界経済評論（社団法人世界経済研究協会）. 32(5) 、1988.5
- 「中南米を見る座標軸と日本の中南米外交 (中南米が抱える諸問題と日本外交)」世界経済評論（社団法人世界経済研究協会）. 33(6) 、1989.6
- 「わが国災害医療のあけぼの」日本集団災害医学会誌. 4(1) (通号 5) 、1999.10